# Protesty w Grecji
Protesty w Grecji (2010–2012) – fala społecznych wystąpień, które ogarnęły pogrążoną w gospodarczym kryzysie Grecję. Przyczyną rozpoczęcia protestów była polityka rządu, forsująca szybki wzrost obciążeń społeczeństwa i głębokie cięcia wydatków, w zamierzeniu autorów mająca doprowadzić do ograniczenia deficytu budżetowego. W opinii rządu, była to jedynie słuszna i możliwa droga wyjścia z kryzysu. Realizacją takiej strategii, warunkowały pomoc finansową Unia Europejska oraz Międzynarodowy Fundusz Walutowy. Opozycja wyrażała opinie przeciwstawne. Przewidywała niepokoje społeczne, zniszczenie gospodarki i brak szans na redukcję deficytu budżetowego.
Zdecydowana większość demonstrantów zachowywała spokój. Jednak w trakcie demonstracji i po ich zakończeniu, systematycznie zaznaczała się niepohamowana agresywność i wandalizmy osób nieznanych środowisku demonstrantów, uzbrojonych w niebezpieczne narzędzia i środki podpalające oraz zamaskowanych grup prowokatorów, na których głównie koncentrowały się zagraniczne media.